# Garamond (police de caractères)
Pour les articles homonymes, voir Garamond.
Garamond est un groupe de polices de caractères serif, nommé d’après le graveur Claude Garamont (vers 1480-1561), à l’origine de la famille des « garaldes ». La plupart des polices qui portent aujourd’hui le nom de « Garamond » sont dérivées du travail ultérieur du typographe Jean Jannon. Les versions romaines du Sabon, Granjon, et les Garamond de Stempel et Adobe ont une relation directe avec les caractères de Claude Garamont.
Les lettres de Garamond sont fluides et cohérentes. Parmi les caractéristiques uniques de ses lettres, on trouve la petite panse du « a » ou le petit œil du « e ». Cette police de caractère se révélerait également économe en encre, en impression, grâce à la finesse de ses lettres.

## Histoire

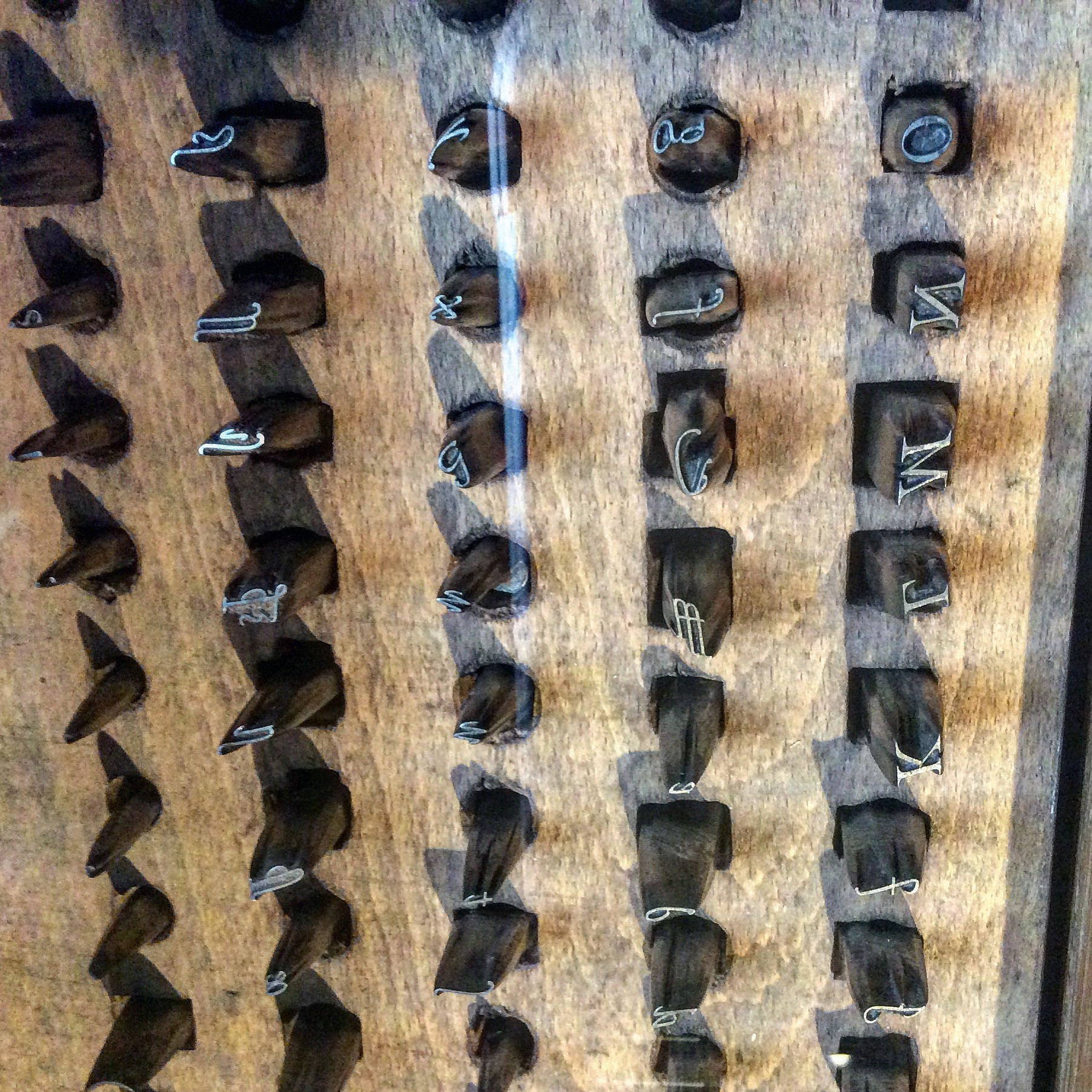
Poinçons originaux de Claude Garamont. Musée Plantin-Moretus, Anvers (Belgique).

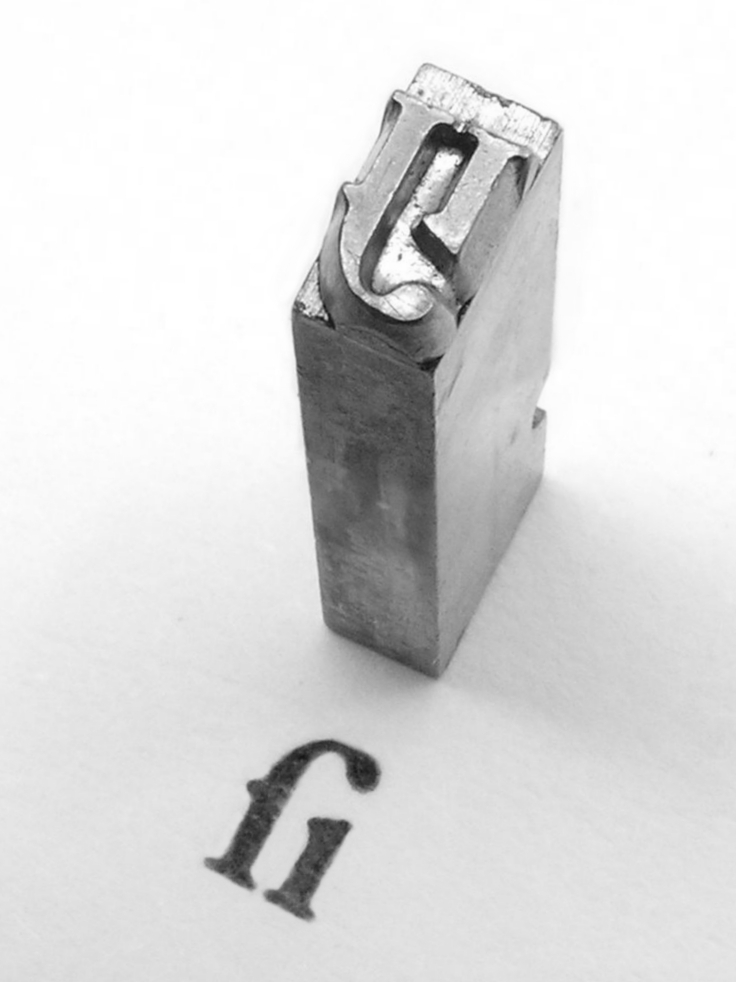
Caractère en plomb de la police Garamond en 12 points formant la ligature du ſ (s long) et du i.

Claude Garamont devient connu dans les années 1540, d’abord pour une police de caractères grecque pour le roi François Ier, pour une série de livres de Robert Estienne. Plus tard, la cour de France a adopté la police de Garamont en romain pour ses publications écrites, et la police de caractère voit son influence s’étendre à travers la France et l’Europe occidentale. L’inspiration de Garamont est à chercher dans les caractères d’Alde Manuce et, pour ses bas-de-casse, dans l’écriture manuscrite de Angelo Vergecio, bibliothécaire du roi. L’italique de la plupart des versions modernes est fondée sur celle de l’assistant de Garamont, Robert Granjon.
Note : La police inspirée de Claude Garamont s'écrit avec un d à la fin à cause de son pseudonyme garamondus.

### Police d'origine
Quand Claude Garamont meurt en 1561, ses poinçons et ses matrices sont vendus à Christophe Plantin, à Anvers, qui permet ainsi à de nombreux imprimeurs d’utiliser la police de Garamont. Cette version devient très populaire en Europe.
Le seul jeu complet des poinçons originaux de Garamont est conservé au musée Plantin-Moretus à Anvers (Belgique).

### Erreur d'attribution à Garamont d'une police de Jean Jannon
En 1621, soixante ans après la mort de Garamont, l’imprimeur français Jean Jannon (1580 † 1658), élève de Robert Estienne, crée un modèle de police de caractère qui possède des caractéristiques similaires aux créations de Claude Garamont, bien que ces nouvelles lettres soient plus asymétriques et irrégulières dans l’axe et les jambages. Après que le gouvernement français eut raflé l’atelier de Jannon, le cardinal de Richelieu nomme la police de Jannon « Caractère de l’Université ». À partir de là, la police devient le standard de la Manufacture royale d’imprimerie.
En 1825, l’Imprimerie nationale a adapté la police utilisée par la Manufacture royale par le passé, et déclare que cette police est l’œuvre de Claude Garamont.
En 1919, Thomas Maitland Cleland et Morris Fuller Benton produisent le premier Garamond commercial du XXe siècle, basé sur le travail de Jannon, appelé « Garamond no 3 ».

### Recréations modernes
On trouve dès le début du XXe siècle des recréations du Garamond, quand une police basée sur celle de Jean Jannon est montrée pour la première fois à l’Exposition universelle de 1900, en tant que « Original Garamond », après quoi de nombreuses fonderies commencent à créer des modèles similaires. C’est le début d’une vague de re-créations qui continue durant tout le XXe siècle.
Les recréations modernes suivent soit le dessin des polices de Claude Garamont, soit celui de Jean Jannon. Les italiques sont souvent dessinées d’après Robert Granjon. Dans un article paru en 1926 dans la revue The Fleuron, Beatrice Warde révèle que la plupart des re-créations qu’on dit basées sur le travail de Claude Garamont sont en fait basées sur celui de Jannon — mais, à l’époque, le nom était trop bien implanté dans les esprits.

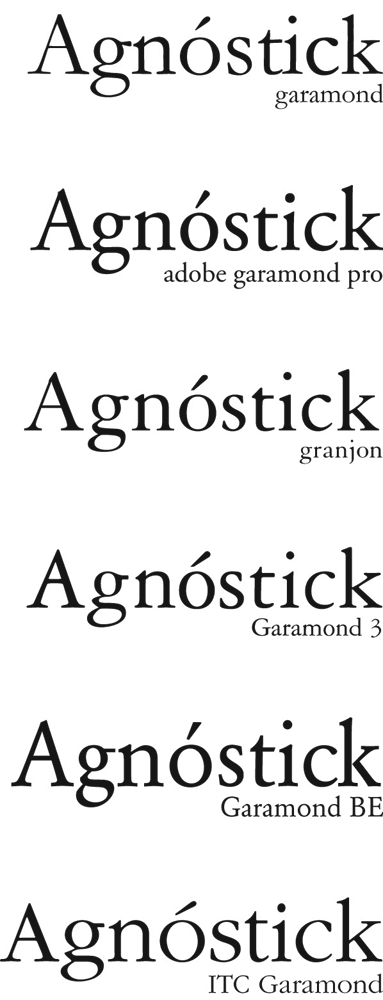
Plusieurs exemples de polices dites « Garamond ».

Les versions numérisées les plus connues sont le Garamond d’Adobe et le Garamond Premier (toutes deux œuvre de Robert Slimbach), le Garamond de Monotype, celui de Simonici, et celui de Stempel. Les polices Granjon et Sabon (créée par Jan Tschichold) sont aussi classées comme des recréations du Garamond.
Une version appelée ITC Garamond, dessinée par Tony Stan (1917-1988) a été publiée en 1977. Le dessin de l’ITC Garamond, plus qu’aucun autre, prend de grandes libertés avec l’original de Claude Garamont. Son œil a été augmenté d’une manière exagérée, et il comprend de nombreuses graisses.
| Fondée sur le travail de Claude Garamont                                                                  | Fondée sur le travail de Jean Jannon                                                                                              | Dessin original                 |
| --- | --- | ------------------------------- |
| - Stempel Garamond - Adobe Garamond - Granjon - Sabon - Garamond Premier - Garamond Antiqua - EB Garamond | - Monotype Garamond - Simoncini Garamond - ATF Garamond (Garamond no 3) - LTC Garamont - Storm Jannon Antiqua - Garamond Classico | - ITC Garamond - Apple Garamond |

## Caractéristiques

### Licences

EB Garamond.

La plupart des versions de Garamond sont sous licences commerciales. La police EB Garamond est sous licence libre SIL Open Font License.

### Économie d’encre en impression
Selon la lettre d'information professionnelle Review of Print, l'administration générale des services des États-Unis a sélectionné les polices de caractères Garamond, Times New Roman, et Century Gothic en corps 11, dans le cadre de sa campagne PrintWise (imprimer intelligemment). Le choix de ces polices est justifié par la volonté d'économiser de l'encre. Le Garamond serait la police de caractères la plus efficace, parmi les polices retenues, grâce à son dessin plus fin des lettres. Si le gouvernement américain décidait d'abandonner les polices Times New Roman et Century Gothic au profit du Garamond, il pourrait économiser au niveau fédéral 136 millions de dollars (environ 30 % de ses dépenses en encres), économies auxquelles on pourrait rajouter 97 millions de dollars par les États.
Cependant, cette économie d’encre est due au fait que les caractères des lettres minuscules du Garamond sont plus petits, ce qui réduit en revanche la lisibilité.

## Quelques exemples d'utilisation du Garamond
- Une variante de Garamond a été choisie par Apple en 1984, lors de la mise en vente du Macintosh, fondée sur le Garamond d’ITC.
- Les éditions Actes Sud utilisent souvent le Garamond ITC pour leurs publications[réf. souhaitée].
- Les ouvrages de la Bibliothèque de la Pléiade sont typographiés également dans un Garamond (de corps 9), dit « Garamond du Roi »[5].
- France Télévisions a utilisé, dès ses débuts, le Garamond Book Italic et l'a associé à la Franklin Gothic Heavy[réf. nécessaire].
- Le logo de l'entreprise L'Occitane utilise Garamond Semibold